# Fogvatartott
A fogvatartott jogi szakkifejezés. Gyűjtőfogalomként a személyi szabadságában bármilyen okból vagy indokkal korlátozott, illetve attól megfosztott személyt jelent.

## Magyarországon
A fogvatartott az előzetesen letartóztatott, valamint a szabadságvesztést töltő, de jogerős ítélettel még nem rendelkező (például nem jogerős elsőfokú ítéletet töltő) terhelt elnevezése.
A büntetés-végrehajtási jogban  a fogvatartott  elnevezés – a szabadságvesztés végrehajtása során – az elítélt és az  előzetesen letartóztatott  személyek összefoglaló jelöléseként is használatos.

## Fogvatartottak jogai
Mindenkinek joga van a szabadságvesztés büntetését emberséges körülmények között tölteni. Az emberséges börtönkörülmények között töltött szabadságvesztés, a szociális szolgáltatások segítik a szabadulás utáni talpra állást, a társadalomba történő sikeres visszailleszkedést. Ezeknek érvényesülését független szakmai csoportok és civil szervezetek is támogatják, mint például a magyarországi FECSKE Fogvatartottakat és Családjukat Képviselő Csoport.